# Scott Reeves
Gregory Scott Reeves (ur. 16 maja 1966 w Delight, w stanie Arkansas) – amerykański aktor.

## Życiorys

### Wczesne lata
Dorastał w Los Angeles. Kiedy miał cztery lata, jego rodzice przenieśli się do San Fernando Valley, gdzie on, jego siostra i jego brat ukończyli szkołę średnią West Valley Christian High School. Jako ulubieniec sportu, odnosił sukcesy w piłce nożnej i baseballu. Uczył się w klasie aktorskiej przy Beverly Hills Playhouse pod kierunkiem Carole D'Andrea. Ukończył także Renee Harmon Commercial Workshop oraz Milton Katselas Acting School.

### Kariera
Po debiucie w operze mydlanej NBC Dni naszego życia (Days of Our Lives, 1988) i debiucie kinowym w komedii fantasy Upiór w campusie (Big Man on Campus, 1989), zdobył sławę rolą Ryana McNeila w operze mydlanej CBS Żar młodości (The Young and the Restless, 1991–2001), za którą był nominowany do nagrody Emmy (1997–1998) i otrzymał nagrodę Soap Opera Digest w 1994.
Od 9 grudnia 2009 do 5 marca 2013 występował jako Steven Webber w operze mydlanej ABC Szpital miejski.
W latach 80. stworzył grupę rockową Port Chuck, który współtworzyli: Steve Burton, Bradford Anderson i Brandon Barash. Był współautorem z Toby Keith „Made in America”. 7 sierpnia 1998 wystąpił z Bobbie Eakes w Fan Appreciation Event. Zaśpiewał piosenkę „Time” pochodzącą z płyty CD Love From The Soaps. Razem w duecie z Aaron Benward założył grupę Blue County, która wylansowała przeboje country „Good Little Girls” i „That's Cool”.

## Życie prywatne
Latem 1988 poznał Melissę Brennan, swoją przyszłą żonę i ożenił się 23 marca 1990. Mają córkę Emily Taylor (ur. 23 czerwca 1992) i syna Lawrence’a „Larry’ego” Davida (ur. 4 sierpnia 1997).

## Filmografia

### Filmy fabularne
- 1989: Upiór w campusie (Big Man on Campus) jako Emcee
- 1989: Piątek, trzynastego VIII: Jason zdobywa Manhattan (Friday the 13th Part VIII: Jason Takes Manhattan) jako Sean Robertson
- 1991: Punkt honoru (Edge of Honor) jako Luke
- 1993: Hot Shots! 2 (Hot Shots! Part Deux) jako Navy Seal
- 2002: Drugie wcielenie (Waitin' to Live) jako Gilbert Ray Johnson
- 2008: Amerykańska zbrodnia (An American Crime) jako Eric

### Filmy TV
- 1989: Wiem, że na imię mam Steven (I Know My First Name Is Steven) jako Bruce
- 1996: Zagubione serca (Hearts Adrift) jako Kyle Raines
- 1997: Skradzione dziecko (When the Cradle Falls) jako Brian McDermott
- 1999: Half a Dozen Babies jako Keith Dilley

### Seriale TV
- 1988: Dni naszego życia (Days of Our Lives) jako Jake Hogansen
- 1990: Powroty nastoletniego anioła (Teen Angel Returns) jako Brian
- 1991–2001: Żar młodości (The Young and the Restless) jako Ryan McNeil
- 1998: Szpital Dobrej Nadziei (Chicago Hope) jako
- 2001: Dotyk anioła (Touched by an Angel) jako Peter
- 2001: As the World Turns w roli samego siebie
- 2008: Final Approach jako Dan Reynolds
- 2009–2013: Szpital miejski jako Steven Webber
- 2014–2016: Nashville jako Noel Laughlin
- 2015: Moja niewidzialna siostra jako ojciec Cleo